# Tromotriche engleriana
Tromotriche engleriana là một loài thực vật có hoa trong họ La bố ma. Loài này được (Schltr.) Leach miêu tả khoa học đầu tiên năm 1982.